# Pleurothallis dubbeldamii
Pleurothallis dubbeldamii är en orkidéart som beskrevs av Carlyle August Luer. Pleurothallis dubbeldamii ingår i släktet Pleurothallis och familjen orkidéer. Inga underarter finns listade i Catalogue of Life.